# Robert Změlík
Robert Změlík (Prostějov, 18 de abril de 1969) é um campeão olímpico tcheco.
Competidor do decatlo, conquistou a medalha de ouro da prova nos Jogos de Barcelona 1992, com um total de 8611 pontos. Disputou novamente a prova em Atlanta 1996, onde conseguiu apenas o sétimo lugar. Seu sucesso olímpico inspirou sucessores tchecos como Tomáš Dvořák, tri-campeão mundial e Roman Šebrle, campeão olímpico em Atenas 2004.
Suas melhores marcas nas provas que compõem o decatlo são:
- 100m rasos - 10,75s
- Salto em distância - 8,02m
- Lançamento de peso - 14,72m
- Salto em altura - 2,11m
- 400 m rasos - 48,20s
- 110m c/ barreiras - 13,82s
- Lançamento de disco - 45,72m
- Salto com vara - 5,40m
- Lançamento do dardo - 67,20m
- 1500 m - 4:21,24